# Mucropetraliella serrata
Mucropetraliella serrata är en mossdjursart som först beskrevs av Livingstone 1926.  Mucropetraliella serrata ingår i släktet Mucropetraliella och familjen Petraliellidae. Inga underarter finns listade i Catalogue of Life.